# Das Café ohne Namen
Das Café ohne Namen ist ein Roman des österreichischen Schriftstellers Robert Seethaler, welcher am 26. April 2023 im Classen-Verlag erschien. Das Werk handelt von einem Österreicher, der 1966 in Wien sein eigenes Café eröffnet.

## Inhalt
Der Roman spielt in den Jahren 1966 bis 1976. Protagonist ist der ehemalige Marktarbeiter Robert Simon, der in der Nähe des Karmelitermarkts in Wien das Gebäude eines alten Cafés pachtet. Die Romanhandlung streckt sich über mehrere Jahre, in denen der Leser an der Seite Robert Simons steht sowie kleine Einblicke in das Leben anderer Figuren bekommt. Dreh- und Angelpunkt der Handlung ist Roberts namenloses Café. Die Romanhandlung beginnt orts- und zeitgleich mit Seethalers Geburt: Wien, im Spätsommer 1966.
1966 bestreitet Robert seinen letzten Arbeitstag auf dem Karmelitermarkt. Auf dem Weg zur Arbeit kommt er an einem Gebäude vorbei, in dessen unterem Stockwerk sich vor einiger Zeit ein Café befand. Gegenüber betreibt der Fleischermeister Johannes Berg, ein guter Freund von ihm, eine Fleischerei. Am Tag darauf schließt Robert mit dem Hauseigentümer Kostja Vavrovsky einen Pachtvertrag zur Übernahme des ehemaligen Cafés. Sofort beginnt er mit der Renovierung der Räumlichkeiten und holt sich dabei auch Rat vom Fleischermeister und der Kriegerwitwe Martha Pohl, bei der er wohnt. Schon am Tag der Eröffnung füllt sich sein Lokal mit vielen unterschiedlichen Gästen. Mila Szabica, eine junge Frau, die als Hilfsnäherin in einer Feintextilfabrik angestellt ist, verliert plötzlich ihren Arbeitsplatz, weil die Fabrik aufgrund chinesischer Konkurrenz schließt. Während der Suche nach einer neuen Arbeitsstelle kommt sie an Johannes’ Fleischerei vorbei, wo sie ihn bei der Zubereitung beobachtet und daraufhin zusammenbricht. Der Fleischermeister trägt die junge Frau in das namenlose Café, wo Robert sie als seine Kellnerin einstellt. Er lernt den Heumarkt-Ringer René Wurm kennen, der vom Leben in Amerika träumt.
Aufgrund des kalten Winters 1966 fehlt Robert die Kundschaft. Auf den Hinweis der Witwe Martha, bei der er wohnt, beginnt er in seinem Lokal Punsch anzubieten, der für erneuten Kundenzulauf sorgt. Die stark geschminkte Rose Gebhartl und der alte Alkoholiker Georg besuchen das Café. Robert und Mila beobachten einen lautstarken Streit der beiden Lebensgefährten Heide Bartholome und Mischa Troganjew, in dem es um seine Untreue geht. Währenddessen kämpft René gegen den Ringer Bernie „Bonecrasher“, verliert jedoch, da er an Mila denken muss. Daraufhin gesteht er ihr seine Gefühle und die beiden gehen eine Beziehung ein.
1969 beschließt Robert, den Dienstag als Ruhetag einzuführen. Im Winter verliert er schließlich drei Finger, als der Heizkessel im Keller explodiert. Einige Zeit später gesteht Mila Robert ihre Schwangerschaft und heiratet René, ihr gemeinsames Kind verstirbt jedoch während der Geburt. Gegen die Warnung von Fleischermeister Johannes stellt Robert Simon den Hilfsarbeiter Arnie Stjanko für kleinere handwerkliche Arbeiten im Café ein. Als er sich eines Abends mit zwei Gästen anlegt, verweist ihn Robert des Hauses. Drei Jahre später erfährt er von dessen Selbstmord.
Im Sommer 1972 erkrankt Robert an einer Grippe. Nachdem er sich dazu entschließt, das Café eine Woche lang von Mila führen zu lassen, pflegt ihn die Witwe Martha gesund und erzählt ihm von ihrem Mann. Im Herbst besucht erneut Heide Bartholome das Café, die im Zuge eines Streits ihren Lebensgefährten Mischa sucht. Kurz nachdem sie geht, brennt ein Teil des Karmelitermarkts. Als sich Robert der Stelle nähert, findet er Mischa, der Heide für den Brand verantwortlich macht. René und Mila treffen dessen Trainer, der René vor Jahren unter Vertrag genommen hat. Da er unzufrieden mit seinen Leistungen ist, droht er dem Heumarktringer mit einer Kündigung, welche dieser noch abwenden kann.
Im Frühling 1973 lernt Robert die junge Jascha kennen und verliebt sich in sie. Er lädt sie auf einen Ausflug zur Alten Donau ein, wo sie seine Annäherungen jedoch zurückweist. Eines Tages drückt Mila Robert ihr Misstrauen gegenüber Jascha aus und beschuldigt sie des Diebstahls. Als Jascha eine längere Zeit auf der Toilette verbringt, wird sie von Mila mit einem zerschnittenen Unterarm aufgefunden. Nach einem Aufenthalt im Krankenhaus verschwindet sie.
René Wurms Vertrag wurde aufgekündigt, nachdem er einen seiner letzten drei Kämpfe verloren hatte. Als er daraufhin tagelang betrunken ist, beschließt Mila ihn aus der Wohnung zu werfen. René betrinkt sich in mehreren Lokalen im Umfeld der Praterstraße, bis er schließlich in einer Seitengasse von Mila gefunden und nach Hause gebracht wird.
1976 erleidet Kostja Vavrovsky auf dem Weg zurück in die Leopoldstadt auf der Marienbrücke inmitten eines Regenschauers einen Herzinfarkt und wird ins Krankenhaus eingeliefert. Vier Wochen später teilt er Robert Simon mit, dass er das Gebäude, in dem dieser sein Café betreibt, nur geerbt hat und aufgrund seiner Verschuldung abgeben muss. Daraufhin plant Simon zusammen mit Mila ein großes Abschiedsfest im Café, das im Juli stattfinden soll. Nachdem das Fest zu Ende gegangen ist, setzt sich der alte Georg mit einer Flasche Schnaps an das Ufer der Donau und wird Zeuge, wie die Reichsbrücke einstürzt. Am Tag danach schließt Robert Simon sein Café endgültig und drei Wochen später besucht er die Kriegswitwe, die mittlerweile in einer Pflegeeinrichtung lebt.

## Erzählstil
Der Erzähler in Das Café ohne Namen ist heterodiegetisch, er ist nicht an der Romanhandlung beteiligt, jedoch intern fokalisiert. Markant ist dabei der Wechsel zwischen mehreren Figuren. Die Handlung des Romans wird zum Großteil chronologisch erzählt, Ausnahmen bilden dabei wenige Rückblenden einzelner Figuren. Zwischen einigen Kapiteln finden unterschiedlich große Zeitsprünge statt, innerhalb eines Kapitels wird das Handlungsmoment zeitdeckend erzählt. Ausnahmen dazu bilden die Kapitel 9, 16, 21, 26, 33 und 37. Hier entfällt die Erzählinstanz und zu lesen sind jeweils Dialoge zwischen zwei Gästen des Cafés, die sich über aktuelle Geschehnisse und Gerüchte unterhalten. In diesen Kapiteln ist die direkte Rede nicht markiert.

## Rezeption
Gelobt wird Seethalers Fähigkeit, im Roman mit wenigen Worten und kleinen Dialogen Figuren und Milieus zu porträtieren. Kritisiert wird zugleich der fehlende zeithistorische Bezug: 
„Dass aber der Roman der Leopoldstadt und ihren Bewohnern gewidmet ist und außen vor lässt, wie sehr der Holocaust gerade hier, im ehemals größten Judenviertel der Stadt, gewütet hat - von den 60.000 Juden dort haben die wenigsten überlebt -, bleibt unerklärlich.“
Anerkannt werden die Sinn- und Lebensfragen, die der Roman stellt, sowie die Klarheit, mit der menschliches Scheitern thematisiert wird. Cornelius Polier (SZ) nennt den Roman, ähnlich Seethalers anderer Werke, ein: 
„Spa für Grübler, Sinn- und Seelensucher“.
Für Julia Riedhammer (rbb) ist die Schlichtheit von Das Café ohne Namen eine klare Stärke. Sie lobt die Botschaft des Romans: 
„Und so geht es Robert Seethaler in diesem Roman vielleicht vor allem darum: zu zeigen, dass der Mensch Menschen braucht. Es gehört sich einfach, einander zu helfen, gerade in Zeiten, die Umbruch bedeuten. Und diese Botschaft tut gut. Gerade heute.“ 